# جون باترسون (عالم)
جون باترسون (بالفرنسية: John Patterson)‏ (و. 1872 – 1956 م) هو فيزيائي، وعالم أرصاد جوية كندي، توفي في ميسيساغا، عن عمر يناهز 84 عاماً.

## التعليم
تعلم في جامعة كامبريدج، وجامعة تورنتو.

## جوائز
حصل على جوائز منها:
- Patterson Medal [الإنجليزية]‏ (1954)[4]
- زمالة الجمعية الملكية الكندية.